# Artemísia
|  | Per a altres significats, vegeu «Artemisia». |

Artemísia, artemisa, altamira o altimira (Artemisia) és un gènere de plantes angiospermes dins la família de les asteràcies, de distribució subcosmopolita i dominant en la vegetació en alguns ambients semiàrids de climes temperats com gran part de l'oest dels Estats Units i també en les estepes asiàtiques.
Comprèn herbes i arbusts que tenen uns olis volàtils característics. La majoria de les espècies tenen una aroma forta i gust amargant per terpenoids i lactones sesquiterpèniques que són una adaptació per desanimar els herbívors. Les flors són petites i pol·linitzades pel vent. El nom del gènere deriva de la deessa grega Àrtemis o potser d'Artemísia II de Cària. Creixen en climes temperats de l'hemisferi nord i de l'hemisferi sud, normalment en llocs secs. Les fulles similars a les falgueres de moltes espècies estan cobertes de pèls blancs. Alguns botànics dividien el gènere en altres gèneres però les anàlisis d'ADN no donen suport a aquesta divisió.

## Cultiu i usos

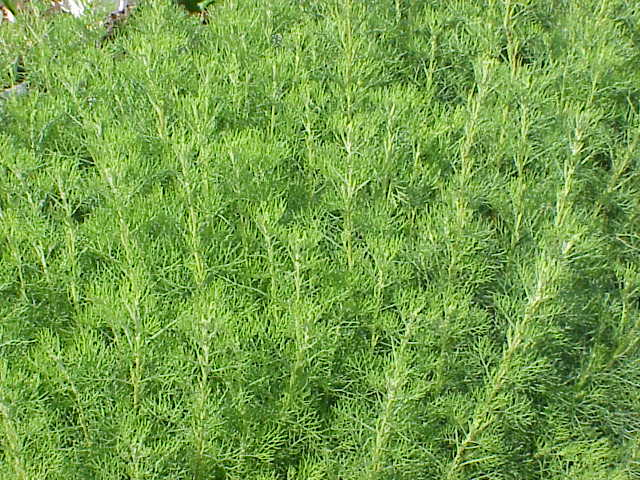
Artemisia abrotanum

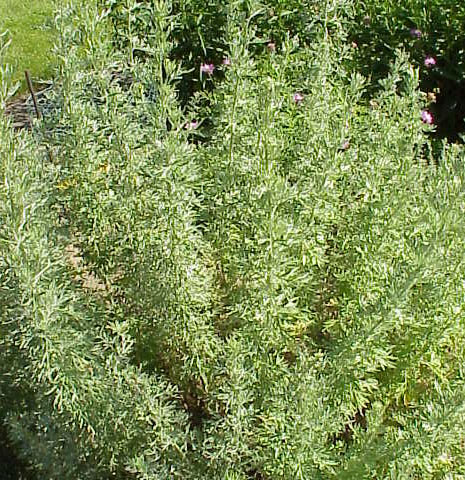
Artemisia alba

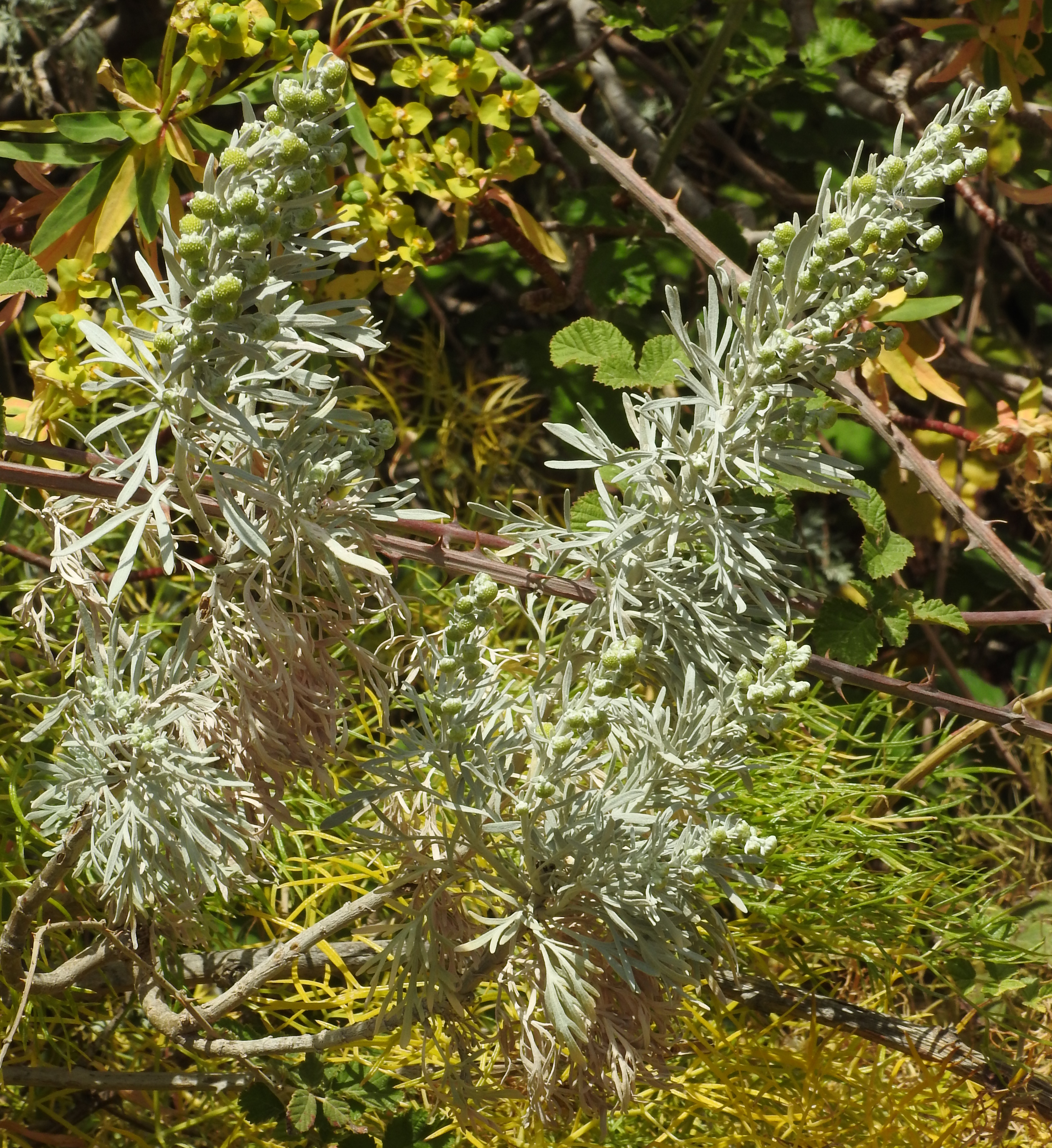
Artemisia arborescens

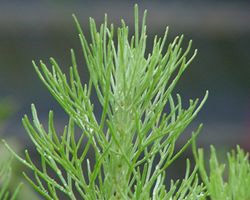
Artemisia californica

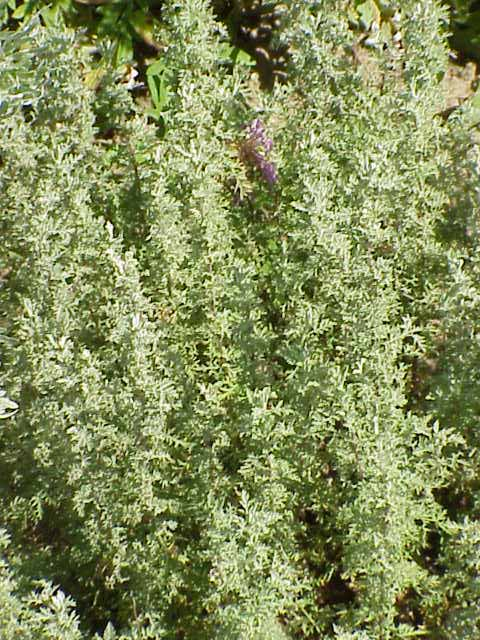
Artemisia pontica

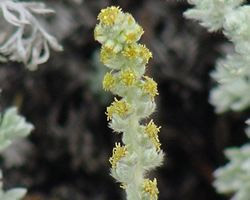
Artemisia pycnocephala

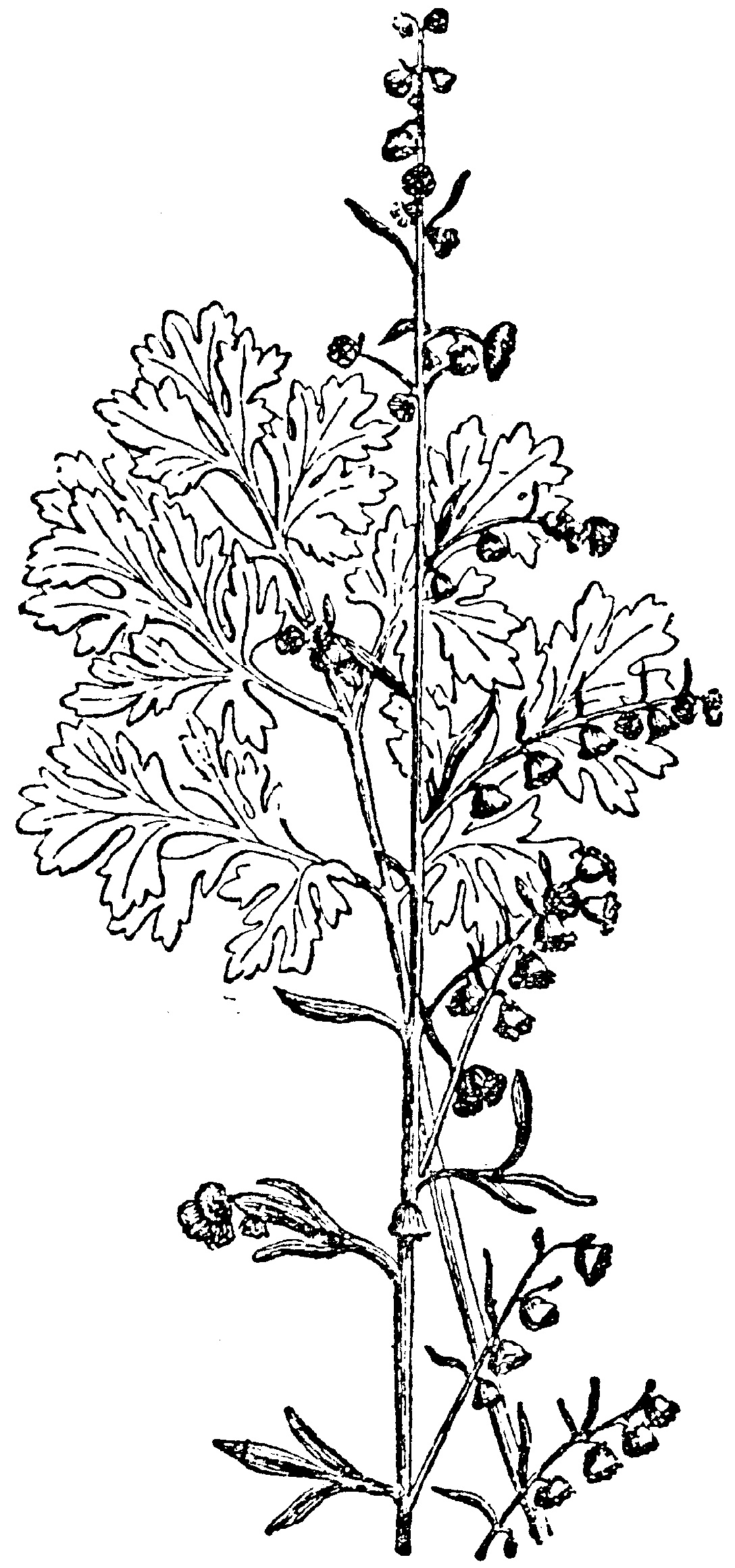
Artemisia absinthium

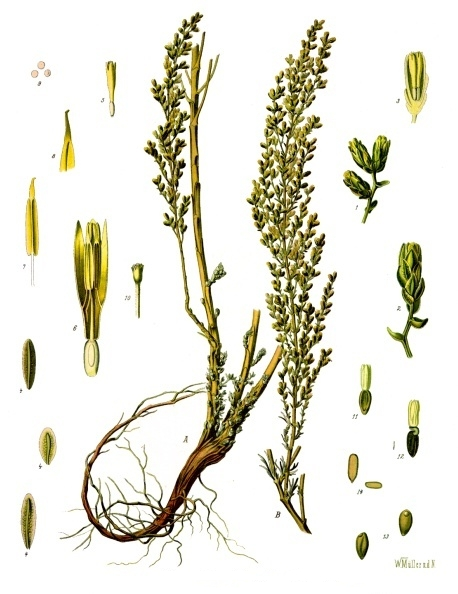
Artemisia cina

Algunes espècies d'Artemisia són medicinals, i altres són aromatitzants. La majoria tenen un gust extremament amargant. A. dracunculus (estragó) és important en la cuina francesa.
Artemisia absinthium (absenta) es va utilitzar com repel·lent de puces i arnes i per fer un tipus de beguda alcohòlica, el vermut (paraula derivada del nom de l'absenta en alemany) 
Artemisia arborescens (xeeba en àrab) es fa servir en infusions normalment amb menta. En grans dosis sembla que és un al·lucinogen.
Entre els practicants de la religió wicca, Artemisia absinthium i Artemisia vulgaris creuen que té efectes psíquics.
L'artemisinina (d'Artemisia annua) és la matèria activa de la teràpia antimalària 'Coartem', produïda per l'empresa Novartis i l'Organització Mundial de la Salut.

## Taxonomia
El nom d'aquest gènere deriva d'Artemísia II de Cària, reconeguda com a botànica.
Dins d'aquest gènere es reconeixen unes 475 espècies:
- Artemisia abaensis Y.R.Ling & S.Y.Zhao
- Artemisia abbreviata (Krasch. ex Korobkov) Krasnob.
- Artemisia abolinii Lazkov
- Artemisia abrotanum L.
- Artemisia absinthium L.
- Artemisia abyssinica
- Artemisia adamsii Besser
- Artemisia aflatunensis Poljakov ex U.P.Pratov & Bakanova
- Artemisia afra Jacq. ex Willd.
- Artemisia aksaiensis Y.R.Ling
- Artemisia alba Turra
- Artemisia albicans Sòn.Garcia, Garnatje, McArthur, Pellicer, S.C.Sand
- Artemisia albicaulis Nevski
- Artemisia aleutica Hultén
- Artemisia algeriensis Filatova
- Artemisia alpina Pall. ex Willd.
- Artemisia amoena Poljakov
- Artemisia amygdalina Decne.
- Artemisia andersiana Podlech
- Artemisia anethifolia Weber ex Stechm.
- Artemisia anethoides Mattf.
- Artemisia angustissima Nakai
- Artemisia annua L.
- Artemisia anomala S.Moore
- Artemisia aralensis Krasch.
- Artemisia araxina Takht.
- Artemisia arborescens L.
- Artemisia arbuscula Nutt.
- Artemisia arctisibirica Korobkov
- Artemisia arenaria DC.
- Artemisia arenicola Krasch. ex Poljakov
- Artemisia argentea L'Hér.
- Artemisia argyi H.Lév. & Vaniot
- Artemisia argyrophylla Ledeb.
- Artemisia armeniaca Lam.
- Artemisia aschurbajewi C.Winkl.
- Artemisia assurgens Filatova
- Artemisia atlantica Coss. & Durieu
- Artemisia atrata Lam.
- Artemisia atrovirens Hand.-Mazz.
- Artemisia aucheri Boiss.
- Artemisia aurata Kom.
- Artemisia australis Less.
- Artemisia austriaca Jacq.
- Artemisia austrohimalayaensis Y.R.Ling & Puri
- Artemisia austroyunnanensis Ling & Y.R.Ling
- Artemisia avarica Minatul.
- Artemisia badghysi Krasch. & Lincz. ex Poljakov
- Artemisia baimaensis Y.R.Ling & Z.C.Chuo
- Artemisia balchanorum Krasch.
- Artemisia baldshuanica Krasch. & Zopr.
- Artemisia banihalensis M.K.Kaul & S.K.Bakshi
- Artemisia bargusinensis Spreng.
- Artemisia barrelieri Besser
- Artemisia bashkalensis Kursat & Civelek
- Artemisia baxoiensis B.H.Jiao & T.G.Gao
- Artemisia bejdemaniae Leonova
- Artemisia bhutanica Grierson & Spring.
- Artemisia bicolor Rech.f. & Wagenitz
- Artemisia biennis Willd.
- Artemisia bigelovii A.Gray
- Artemisia blepharolepis Bunge
- Artemisia borotalensis Poljakov
- Artemisia brachyloba Franch.
- Artemisia brachyphylla Kitam.
- Artemisia brevifolia Wall. ex DC.
- Artemisia caerulescens L.
- Artemisia caespitosa Ledeb.
- Artemisia californica Less.
- Artemisia calophylla Pamp.
- Artemisia camelorum Krasch.
- Artemisia campbellii Hook.f. & Thomson ex C.B.Clarke
- Artemisia campestris L.
- Artemisia cana Pursh
- Artemisia capillaris Thunb.
- Artemisia capitata (Nutt.) Sòn.Garcia, Garnatje, McArthur, Pellicer, S.C.Sand
- Artemisia carruthii Alph.Wood ex J.H.Carruth
- Artemisia caruifolia Buch.-Ham. ex Roxb.
- Artemisia cashemirica M.K.Kaul & S.K.Bakshi
- Artemisia chamaemelifolia Vill.
- Artemisia chienshanica Ling & W.Wang
- Artemisia chingii Pamp.
- Artemisia chitralensis Podlech
- Artemisia cina O.Berg
- Artemisia ciniformis Krasch. & Popov ex Poljakov
- Artemisia codringtonii Rech.f.
- Artemisia comaiensis Ling & Y.R.Ling
- Artemisia compacta Fisch. ex DC.
- Artemisia congesta Kitam.
- Artemisia constricta Sòn.Garcia, Garnatje, McArthur, Pellicer, S.C.Sand
- Artemisia copa Phil.
- Artemisia cuspidata Krasch.
- Artemisia czekanowskiana Trautv.
- Artemisia czukavinae Filatova
- Artemisia daghestanica Krasch. & Poretzky
- Artemisia dalai-lamae Krasch.
- Artemisia davazamczii Darijma & Kamelin
- Artemisia demissa Krasch.
- Artemisia densiflora Viv.
- Artemisia deserti Krasch.
- Artemisia desertorum Spreng.
- Artemisia deversa Diels
- Artemisia diffusa Krasch. ex Poljakov
- Artemisia dimoana Popov
- Artemisia dipsacea
- Artemisia disjuncta Krasch.
- Artemisia divaricata (Pamp.) Pamp.
- Artemisia dolosa Krasch.
- Artemisia domingensis Urb.
- Artemisia douglasiana Besser
- Artemisia dracunculus L.
- Artemisia dubia Wall. ex Besser
- Artemisia dubjanskyana Krasch. ex Poljakov
- Artemisia dumosa Poljakov
- Artemisia duthreuil-de-rhinsi Krasch.
- Artemisia dzevanovskyi Leonova
- Artemisia echegarayi Hieron.
- Artemisia elongata Filatova & Ladygina
- Artemisia emeiensis Y.R.Ling
- Artemisia eranthema Bunge
- Artemisia eremophila Krasch. & Butkov ex Poljakov
- Artemisia eriocarpa Bunge
- Artemisia eriocephala Pamp.
- Artemisia eriopoda Bunge
- Artemisia estesii K.L.Chambers
- Artemisia fauriei Nakai
- Artemisia fedorovii Rzazade
- Artemisia fedtschenkoana Krasch.
- Artemisia ferganensis Krasch. ex Poljakov
- Artemisia filatovae Kupr.
- Artemisia filifolia Torr.
- Artemisia filiformilobulata Y.R.Ling & Puri
- Artemisia finita Kitag.
- Artemisia flahaultii Emb. & Maire
- Artemisia forrestii W.W.Sm.
- Artemisia fragrans Willd.
- Artemisia franserioides Greene
- Artemisia freitagii Podlech
- Artemisia freyniana (Pamp.) Krasch.
- Artemisia frigida Willd.
- Artemisia fukudo Makino
- Artemisia fulgens Pamp.
- Artemisia fulvella Filatova & Ladygina
- Artemisia furcata M.Bieb.
- Artemisia galinae Ikonn.
- Artemisia gansuensis Ling & Y.R.Ling
- Artemisia genipi Stechm.
- Artemisia ghazniensis Podlech
- Artemisia ghoratensis Podlech
- Artemisia gilvescens Miq.
- Artemisia giraldii Pamp.
- Artemisia glacialis L.
- Artemisia glanduligera Krasch. ex Poljakov
- Artemisia glauca Pall. ex Willd.
- Artemisia glaucina Krasch. ex Poljak.
- Artemisia globosa Krasch.
- Artemisia globosoides Ling & Y.R.Ling
- Artemisia globularia Cham. ex Besser
- Artemisia glomerata Ledeb.
- Artemisia gmelinii Weber ex Stechm.
- Artemisia gongshanensis Y.R.Ling & Humphries
- Artemisia gorgonum Webb
- Artemisia gracilescens Krasch. & Iljin
- Artemisia granatensis Boiss.
- Artemisia grandis
- Artemisia grenardii Franch.
- Artemisia gurganica (Krasch.) Filatova
- Artemisia gyangzeensis Ling & Y.R.Ling
- Artemisia gyitangensis Ling & Y.R.Ling
- Artemisia gypsacea Krasch., Popov & Lincz. ex Poljakov
- Artemisia halodendron Turcz. ex Besser
- Artemisia halophila Krasch.
- Artemisia hancei (Pamp.) Ling & Y.R.Ling
- Artemisia haussknechtii Boiss.
- Artemisia hedinii Ostenf.
- Artemisia heptapotamica Poljakov
- Artemisia herba-alba Asso
- Artemisia hippolyti A.Butkov
- Artemisia hololeuca M.Bieb. ex Besser
- Artemisia huguetii Caball.
- Artemisia ifranensis J.Didier
- Artemisia igniaria Maxim.
- Artemisia implicata T.G.Leonova
- Artemisia imponens Pamp.
- Artemisia inaequifolia Sòn.Garcia, Garnatje, McArthur, Pellicer, S.C.Sand
- Artemisia incana Druce
- Artemisia incisa Pamp.
- Artemisia inculta Sieber ex DC.
- Artemisia indica Willd.
- Artemisia insipida Vill.
- Artemisia insularis Kitam.
- Artemisia integrifolia L.
- Artemisia issykkulensis Poljakov
- Artemisia jacutica Drobow
- Artemisia japonica Thunb.
- Artemisia jilongensis Y.R.Ling & Humphries
- Artemisia jordanica Danin
- Artemisia judaica L.
- Artemisia juncea Kar. & Kir.
- Artemisia kanashiroi Kitam.
- Artemisia kandaharensis Podlech
- Artemisia karatavica Krasch. & Abolin ex Poljakov
- Artemisia karavajevii Leonova
- Artemisia kasakorum (Krasch.) Pavlov
- Artemisia kaschgarica Krasch.
- Artemisia kauaiensis (Skottsb.) Skottsb.
- Artemisia kawakamii Hayata
- Artemisia keiskeana Miq.
- Artemisia kelleri Krasch.
- Artemisia kemrudica Krasch.
- Artemisia kermanensis Podlech
- Artemisia kitadakensis H.Hara & Kitam.
- Artemisia klementzae
- Artemisia klotzschiana Besser
- Artemisia knorringiana Krasch.
- Artemisia kochiiformis Krasch. & Lincz. ex Poljakov
- Artemisia koidzumii Nakai
- Artemisia kopetdaghensis Krasch., Popov & Lincz. ex Poljakov
- Artemisia korovinii Poljakov
- Artemisia korshinskyi Krasch. ex Poljakov
- Artemisia kotuchovii Kupr.
- Artemisia kruhsiana Besser
- Artemisia kurramensis Qazilb.
- Artemisia kuschakewiczii C.Winkl.
- Artemisia laciniata Willd.
- Artemisia lactiflora Wall. ex DC.
- Artemisia lagocephala (Fisch. ex Besser) DC.
- Artemisia lagopus Fisch. ex Besser
- Artemisia lancea Vaniot
- Artemisia latifolia Ledeb.
- Artemisia ledebouriana Besser
- Artemisia lehmanniana Bunge
- Artemisia lercheana Weber ex Stechm.
- Artemisia lessingiana Besser
- Artemisia leucodes Schrenk
- Artemisia leucophylla C.B.Clarke
- Artemisia leucotricha Krasch. ex Ladygina
- Artemisia limosa Koidz.
- Artemisia lingyeouruennii L.M.Shultz & Boufford
- Artemisia lipskyi Poljakov
- Artemisia littoricola Kitam.
- Artemisia longifolia Nutt.
- Artemisia lucentica O.Bolòs, Vallès & Vigo
- Artemisia ludoviciana Nutt.
- Artemisia macilenta (Maxim.) Krasch.
- Artemisia macrantha Ledeb.
- Artemisia macrocephala Jacquem. ex Besser
- Artemisia macrorhiza Turcz.
- Artemisia macrosciadia Poljakov
- Artemisia magellanica Sch.Bip.
- Artemisia mairei H.Lév.
- Artemisia manshurica (Kom.) Kom.
- Artemisia maritima L.
- Artemisia marschalliana Spreng.
- Artemisia martirensis (Wiggins) C.R.Hobbs & B.G.Baldwin
- Artemisia mattfeldii Pamp.
- Artemisia mauiensis Skottsb.
- Artemisia maximovicziana Krasch. ex Poljakov
- Artemisia medioxima Krasch. ex Poljakov
- Artemisia melanolepis Boiss.
- Artemisia mendozana DC.
- Artemisia mesatlantica Maire
- Artemisia michauxiana Besser
- Artemisia minchunensis (Y.R.Ling) ined.
- Artemisia minor Jacquem. ex Besser
- Artemisia mogoltavica Poljakov
- Artemisia molinieri Quézel, Barbero & R.J.Loisel
- Artemisia mongolica (Fisch. ex Besser) Nakai
- Artemisia mongolorum Krasch.
- Artemisia monophylla Kitam.
- Artemisia monosperma Delile
- Artemisia montana (Nakai) Pamp.
- Artemisia moorcroftiana Wall. ex DC.
- Artemisia morrisonensis Hayata
- Artemisia mucronulata Poljakov
- Artemisia mustangensis Yonek.
- Artemisia myriantha Wall. ex Besser
- Artemisia nakaii Pamp.
- Artemisia namanganica Poljakov
- Artemisia nanschanica Krasch.
- Artemisia negrei A.Ouyahya
- Artemisia nepalensis Nees
- Artemisia nepalica Yonek.
- Artemisia nesiotica P.H.Raven
- Artemisia nigricans Filatova & Ladygina
- Artemisia niitakayamensis Hayata
- Artemisia nilagirica (C.B.Clarke) Pamp.
- Artemisia nitida Bertol.
- Artemisia nitrosa Weber ex Stechm.
- Artemisia nivalis Braun-Blanq.
- Artemisia nortonii Pamp.
- Artemisia norvegica Fr.
- Artemisia nova A.Nelson
- Artemisia nujianensis (Ling & Y.R.Ling) Y.R.Ling
- Artemisia nutans Willd.
- Artemisia nuttallii (Torr. & A.Gray) Mosyakin, L.M.Shultz & G.V.Boiko
- Artemisia obtusiloba Ledeb.
- Artemisia occidentalisichuanensis Y.R.Ling & S.Y.Zhao
- Artemisia occidentalisinensis Y.R.Ling
- Artemisia oelandica (Besser) Krasch.
- Artemisia olchonensis Leonova
- Artemisia oligocarpa Hayata
- Artemisia oliveriana J.Gay ex Besser
- Artemisia oranensis Deb. ex Filatova
- Artemisia ordosica Krasch.
- Artemisia orientalihengduangensis Ling & Y.R.Ling
- Artemisia orientalixizangensis Y.R.Ling & Humphries
- Artemisia orientaliyunnanensis Y.R.Ling
- Artemisia oxycephala Kitag.
- Artemisia packardiae J.W.Grimes & Ertter
- Artemisia pallens Wall. ex DC.
- Artemisia palmeri A.Gray
- Artemisia palustris L.
- Artemisia pancicii Ronniger ex Danihelka & Marhold
- Artemisia pannosa Krasch.
- Artemisia papposa S.F.Blake & Cronquist
- Artemisia parviflora Roxb. ex D.Don
- Artemisia pauciflora Weber ex Stechmann
- Artemisia pedatifida Nutt.
- Artemisia pedemontana Balb.
- Artemisia pedunculosa Miq.
- Artemisia pengchuoensis Y.R.Ling & S.Y.Zhao
- Artemisia persica Boiss.
- Artemisia pewzowi C.Winkl.
- Artemisia phaeolepis Krasch.
- Artemisia phyllobotrys (Hand.-Mazz.) Ling & Y.R.Ling
- Artemisia pineticola Kupr.
- Artemisia polybotryoidea Y.R.Ling
- Artemisia pontica L.
- Artemisia porrecta Krasch. ex Poljakov
- Artemisia porteri Cronquist
- Artemisia potentilloides A.Gray
- Artemisia prattii (Pamp.) Ling & Y.R.Ling
- Artemisia princeps Pamp.
- Artemisia pringlei Greenm.
- Artemisia prolixa Krasch. ex Poljakov
- Artemisia przewalskii Krasch.
- Artemisia pubescens Ledeb.
- Artemisia punctigera Krasch. ex Poljakov
- Artemisia pycnocephala (Less.) DC.
- Artemisia pycnorrhiza Ledeb.
- Artemisia pygmaea A.Gray
- Artemisia qinlingensis Ling & Y.R.Ling
- Artemisia quettensis Podlech
- Artemisia quinqueloba Trautv.
- Artemisia radicans Kupr.
- Artemisia ramosa C.Sm. ex Link
- Artemisia remosa Sugaw.
- Artemisia remotiloba Krasch. ex Poljakov
- Artemisia reptans C.Sm.
- Artemisia rhodantha Rupr.
- Artemisia richardsoniana Besser
- Artemisia rigida (Nutt.) A.Gray
- Artemisia robusta (Pamp.) Ling & Y.R.Ling
- Artemisia rosthornii Pamp.
- Artemisia rothrockii A.Gray
- Artemisia roxburghiana Besser
- Artemisia rubripes Nakai
- Artemisia rupestris L.
- Artemisia ruthiae (A.H.Holmgren, L.M.Shultz & Lowrey) Sòn.Garcia, Garnatje, McArthur, Pellicer, S.C.Sand
- Artemisia rutifolia Stephan ex Spreng.
- Artemisia saharae Pomel
- Artemisia saissanica (Krasch.) Filatova
- Artemisia saitoana Kitam.
- Artemisia salsoloides Willd.
- Artemisia samoiedorum Pamp.
- Artemisia santolina Schrenk
- Artemisia santonicum L.
- Artemisia saposhnikovii Krasch. ex Poljakov
- Artemisia sawanensis (Y.R.Ling & Humphries) ined.
- Artemisia schimperi Sch.Bip. ex Schweinf.
- Artemisia schmidtiana Maxim.
- Artemisia schrenkiana Ledeb.
- Artemisia scoparia Waldst. & Kit.
- Artemisia scopiformis Ledeb.
- Artemisia scopulorum A.Gray
- Artemisia scotina Nevski
- Artemisia selengensis Turcz. ex Besser
- Artemisia semiarida (Krasch. & Lavrenko) Filatova
- Artemisia senjavinensis Bess
- Artemisia sericea (Besser) Weber ex Stechm.
- Artemisia serrata Nutt.
- Artemisia shangnanensis Ling & Y.R.Ling
- Artemisia shennongjiaensis Ling & Y.R.Ling
- Artemisia shikotaensis Kitam.
- Artemisia sichuanensis Ling & Y.R.Ling
- Artemisia sieberi Besser
- Artemisia sieversiana Ehrh. ex Willd.
- Artemisia simplex (A.Nelson) Sòn.Garcia, Garnatje, McArthur, Pellicer, S.C.Sand
- Artemisia simulans Pamp.
- Artemisia sinanensis Y.Yabe
- Artemisia sinensis (Pamp.) Ling & Y.R.Ling
- Artemisia skorniakovii C.Winkl.
- Artemisia smithii Mattf.
- Artemisia sodiroi Hieron.
- Artemisia somae Hayata
- Artemisia songarica Schrenk ex Fisch. & C.A.Mey.
- Artemisia speciosa (Pamp.) Ling & Y.R.Ling
- Artemisia sphaerocephala Krasch.
- Artemisia spiciformis Osterh.
- Artemisia spicigera K.Koch
- Artemisia spinescens D.C.Eaton
- Artemisia splendens Willd.
- Artemisia stechmanniana Besser
- Artemisia stelleriana Besser
- Artemisia stenocephala Krasch. ex Poljakov
- Artemisia stipularis Urb. & Ekman
- Artemisia stracheyi Hook.f. & Thomson ex C.B.Clarke
- Artemisia stricta Edgew.
- Artemisia subarctica Krasch.
- Artemisia subchrysolepis Filatova
- Artemisia sublessingiana Krasch. ex Poljakov
- Artemisia subsalsa Filatova
- Artemisia subulata Nakai
- Artemisia succulenta Ledeb.
- Artemisia succulentoides Ling & Y.R.Ling
- Artemisia suksdorfii Piper
- Artemisia swatensis Podlech
- Artemisia sylvatica Maxim.
- Artemisia szowitziana (Besser) Grossh.
- Artemisia tafelii Mattf.
- Artemisia tainingensis Hand.-Mazz.
- Artemisia tanacetifolia L.
- Artemisia tangutica Pamp.
- Artemisia taurica Willd.
- Artemisia tecti-mundi Podlech
- Artemisia tenuisecta Nevski
- Artemisia terrae-albae Krasch.
- Artemisia thellungiana Pamp.
- Artemisia thomsoniana (C.B.Clarke) Filatova
- Artemisia thuscula Cav.
- Artemisia tianschanica Krasch. ex Poljakov
- Artemisia tilesii Ledeb.
- Artemisia tilhoana Quézel
- Artemisia tomentella Trautv.
- Artemisia tournefortiana Rchb.
- Artemisia transbaicalensis Leonova
- Artemisia transiliensis Poljakov
- Artemisia trautvetteriana Besser
- Artemisia tridactyla Hand.-Mazz.
- Artemisia tridentata Nutt.
- Artemisia tripartita Rydb.
- Artemisia tsugitakaensis (Kitam.) Ling & Y.R.Ling
- Artemisia tukuchaensis Kitam.
- Artemisia turanica Krasch.
- Artemisia turcomanica Gand.
- Artemisia umbelliformis Lam.
- Artemisia umbrosa (Besser) Turcz. ex Verl.
- Artemisia vachanica Krasch. ex Poljakov
- Artemisia valentina Lam.
- Artemisia valida Krasch. ex Poljakov
- Artemisia vallesiaca All.
- Artemisia velutina Pamp.
- Artemisia verbenacea (Kom.) Kitag.
- Artemisia verlotiorum Lamotte
- Artemisia vestita Wall. ex Besser
- Artemisia vexans Pamp.
- Artemisia viridis Willd. ex DC.
- Artemisia viridisquama Kitam.
- Artemisia viridissima Pamp.
- Artemisia viscida Pamp.
- Artemisia viscidissima Ling & Y.R.Ling
- Artemisia vulgaris L.
- Artemisia waltonii J.R.Drumm. ex Pamp.
- Artemisia woodii (Neilson) C.W.Riggins
- Artemisia wudanica Liou & W.Wang
- Artemisia xanthochroa Krasch.
- Artemisia xerophytica Krasch.
- Artemisia xigazeensis Y.R.Ling & M.G.Gilbert
- Artemisia yadongensis Ling & Y.R.Ling
- Artemisia yongii Y.R.Ling
- Artemisia younghusbandii J.R.Drumm. ex Pamp.
- Artemisia yunnanensis Jeffrey
- Artemisia zayuensis Ling & Y.R.Ling
- Artemisia zhongdianensis Y.R.Ling

### Sinònims
Els següents noms científics són sinònims d'Artemisia:
- Abrotanum Duhamel
- Absinthium Mill.
- Artanacetum (Rzazade) Rzazade
- Artemisiastrum Rydb.
- Artemisiella Ghafoor
- Chamartemisia Rydb.
- Draconia Heist. ex Fabr.
- Dracunculus Ledeb.
- Mausolea Bunge ex Poljakov
- Oligosporus Cass.
- Picrothamnus Nutt.
- Seriphidium (Besser ex Less.) Fourr.
- Sphaeromeria Nutt.
- Turaniphytum Poljakov
- Vesicarpa Rydb.